# Katharina Kepler
Katharina Kepler (Eltingen, Leonberg, 1546 – 13 de abril de 1622), nascida Katharina Guldenmann, foi uma suposta bruxa alemã, mãe do astrônomo Johannes Kepler.
Katharina Kepler foi casada com Heinrich Kepler, com quem teve uma filha e três filhos, um dos quais sendo Johannes Kepler. Em 1615 foi iniciado um julgamento sobre bruxaria por Lutherus Einhorn, que em seu reino como vogt de Leonberg (1613 - 1629) acusou 15 mulheres de feitiçaria e executou oito delas. Agiu de acordo com determinação governamental e do público, sendo instado a uma investigação sobre feitiçaria, ordenando a prisão de Katharina Kepler em 1615. Ursula Reinbold acusou Katharina Kepler de lhe fornecer uma poção que alegou tê-la deixado doente. Johannes Kepler defendeu pessoalmente sua mãe, assistido por sua universidade em Tübingen. Um de seus amigos estudante, Christopher Besoldus, assistiu-o judicialmente.
Seu filho a afastou para Linz em dezembro de 1616. Quando retornou a Leonberg no verão de 1620, foi presa durante quatorze meses.
Em outubro de 1621 Kepler conseguiu livrá-la da prisão. Katharina Kepler morreu no ano seguinte.